# Sophiya Haque
Pour les articles homonymes, voir Haque.
Syeda Sophia Haque est une actrice britannique née le 14 juin 1971 à Portsmouth, morte le 17 janvier 2013 à Londres.

## Biographie
Syeda Sophia Haque est la fille d'un père bangladais et d'une mère britannique juive. Elle est la plus jeune de leurs trois enfants. Elle est d'abord élevée par sa mère, Thelma, institutrice. Elle fréquente la Priory School de Portsmouth, et prend des cours de danse dès l'âge de deux ans et demi. Elle déménage à 13 ans à Londres, où elle vit avec son père, Amirul Haque, un restaurateur, et sa deuxième épouse. Elle se forme à plein temps à l'Arts Educational Schools.

## Carrière
Haque commence sa carrière artistique comme chanteuse principale du groupe Akasa formé par Warner Bros. en 1988. Ensuite elle présente des clips pour MTV en Asie du Sud-Est pendant sept ans et Channel V.
Haque est présentatrice de STAR TV à Hong Kong en 1992. À partir de 1994, elle commence à apparaître à la télévision en Inde et en 1997, elle s'installe à Bombay pour travailler pour Channel V Inde. Son premier film de Bollywood est Khoobsurat.
En 2002, Haque retourne au Royaume-Uni pour jouer le rôle de Rani dans Bombay Dreams d'Andrew Lloyd Webber. En 2005, elle incarne Janoo Rani dans l'adaptation du roman The Far Pavilions en comédie musicale au Shaftesbury Theatre.  En 2012, elle est Soraya dans Wah! Wah! Girls.
En 2008, elle tient un petit rôle de figuration dans le film Wanted : Choisis ton destin. Entre décembre 2008 et juin 2009, elle est Poppy Morales, la barmaid et directrice adjointe du pub Rovers Return Inn, dans Coronation Street ; coïncidence, elle partage sa loge avec Kate Anthony, qui est sa cousine germaine.
En 2012, elle apparaît dans une trentaine d'épisodes de la série Anubis dans le rôle de Senkhara.

## Maladie et décès
Haque vit à Knaphill, dans le Surrey, avec son partenaire depuis six ans, le directeur musical David White, le couple est en train de construire une péniche lorsqu'elle ressent des douleurs dans le dos. Alors qu'elle est actrice dans la pièce Privates on Parade mise en scène par Michael Grandage, on lui diagnostique à Noël 2012 un cancer, probablement de l'ovaire, qui s'est propagé à son dos, ses os et ses poumons. Elle meurt d'une embolie pulmonaire dans son sommeil aux premières heures du 17 janvier 2013 dans un hôpital de Londres où elle faisait des tests.

## Filmographie
Cinéma
- 1999 : Khoobsurat
- 2000 : Har Dil Jo Pyar Karega...
- 2000 : Snip!
- 2001 : Indian
- 2002 : Haan Maine Bhi Pyaar Kiya
- 2002 : Santosham
- 2003 : Sandhya
- 2004 : Udhaya
- 2005 : Mangal Pandey: The Rising
- 2008 : Wanted : Choisis ton destin
- 2008 : Hari Puttar: A Comedy of Terrors
- 2013 : Jadoo

Séries télévisées
- 2008 : Fur TV (un épisode)
- 2008 : Fairy Tales (un épisode)
- 2008–2009 : Coronation Street (60 épisodes)
- 2012 : Anubis (44 épisodes)